# Kršle
Kršle jsou přírodní rezervace v okrese Frýdek-Místek v Česku. Předmětem ochrany jsou přírodě blízké bučiny v nejnižších polohách beskydského bioregionu, na prudkých jižních svazích nad řekou Morávkou od nadmořské výšky 410 metrů. V rámci chráněné krajinné oblasti Beskydy s potenciálně naprosto převládajícími jedlovými bučinami se v dané nadmořské výšce jedná o ojedinělou lokalitu s výskytem starých bukových lesů s doupnými stromy; ojediněné geomorfologické jevy a procesy, zejména skalní nárazový svah řeky Morávky v lokalitě Kršle II., kde dochází k intenzivnímu skalnímu řícení, tvorbě osypů a náplavových kuželů. Má rozlohu 35,90 hektaru. Kršle byly vyhlášeny 12. ledna 2011. Leží v nadmořské výšce 410 až 700 metrů.